# Guillaume Chabron
Guillaume Chabron, né en 1601 à Saint-Paulien et mort à Toulouse le 24 janvier 1670, est un théologien jésuite français.

## Biographie
Guillaume Chabron entra dans la Compagnie de Jésus en 1622, et devint ensuite professeur d'humanités et de philosophie. Il passa toute sa carrière dans le Sud-Ouest et le Centre de la France, en tant que recteur des collèges de Billom, Tournon, Toulouse, Rodez et Clermont. Il finit sa vie à Toulouse, où il avait été nommé Provincial. De son enseignement est issu un cours compet de philosophie scolastique en latin qui innova considérablement sur la forme mais guère sur le fonds. Chabron ne suit en effet pas l'ordre aristotélicien classique, mais organise les questions selon un ordre purement thématique, et procède entièrement sous forme syllogistique et par des propositions démontrées. Sur le fonds, il n'est toutefois guère original et n'entre pas vraiment dans le détail des controverses philosophiques qui agitaient la philosophie scolastique de son temps. Il se révèle surtout influencé par la tendance nominaliste de l'école jésuite, dont le principal inspirateur avait été le jésuite salmantain Pedro Hurtado de Mendoza : dans sa métaphysique, il rejette par exemple toute forme de distinction réelle entre l'essence et l'existence, et se singularise également par un rejet catégorique des précisions objectives (ed. 1664, I, 66 sq.), une doctrine qui affirmait que tout procédé d'abstraction devait être fondé sur les caractères objectifs de la chose. Comme cela était devenu fréquent dans la tradition jésuite française, sa métaphysique comprend également une partie « spéciale » sous forme d'un traité De Deo et de angelis. Il s'y pose notamment comme l'un des défenseurs d'une relation transcendantale entre Dieu et les créatures fondée sur la toute-puissance divine.

## Œuvres
- Philosophia per argumenta breviter explicata ad usum et exemplum huius scientiae studio vacantium, vol. 1 : Logica et metaphysica ; vol. 2 : Prima pars physicae ; vol. 3 : Altera pars physicae et moralis, Paris, Gaspar Meturas, 1660 ; Editio nova, Paris, Gaspar Meturas 1664 ; Editio nova auctior et correctior, Köln, sumpt. hered. J. Critii, 1662.